# قصة من الجبال الوعرة
«قصة من الجبال الوعرة» (بالإنجليزية: A Tale of the Ragged Mountains)‏ هي قصة قصيرة من تأليف إدغار ألان بو تستند جزئيا على تجاربه عندما كان طالبا في جامعة فرجينيا. وتقع أحداثها قرب شارلوتسفيل، وهي الوحيدة بين قصص بو التي تقع أحداثها في ولاية فرجينيا. وقد نشرت لأول مرة في كتاب سيدة غودي في عام 1844 وأدرج في مجموعة الحكايات القصيرة لبو، والتي نشرت في نيويورك من قبل وايلي وبوتنام في عام 1845.
في نص «قصة من الجبال الوعرة» يمكن للقراء اكتشاف النظريات العلمية من زمن بو مثل المسمرية، وتربط القصة أيضا مع التاريخ الإمبراطوري البريطاني كما في مشهد كشك في «مدينة شرقية».